# Józef Bieliński
Józef Bieliński herbu Szeliga ps Dr. Szeliga  (ur. 23 marca 1848 w Lubrańcu, zm. 15 czerwca 1926 w Warszawie) – polski lekarz, historyk medycyny, badacz dziejów instytucji medycznych w Polsce, autor dwóch wielotomowych, źródłowych monografii o polskich uniwersytetach.

## Życiorys
Był synem Andrzeja i Honoraty z Boruckich. W 1868 po ukończeniu szkoły średniej we Włocławku, rozpoczął studia na Wydziale Lekarskim Cesarskiego Uniwersytetu Warszawskiego, które ukończył w 1873 roku. Zaraz po otrzymaniu dyplomu lekarza został skierowany przez władze rosyjskie do Kałuszyna, gdzie wybuchła epidemia cholery. Bielińskiemu udało się opanować rozprzestrzenianie zarazy, czym zaskarbił sobie zaufanie mieszkańców i władz miejskich; otrzymał wówczas propozycję objęcia posady lekarza miejskiego. 1 września 1874 w Warszawie Bieliński ożenił się z Heleną Bartmińską. Pod koniec 1874, za namową Alfonsa Koziełł-Poklewskiego, wraz z żoną przeniósł się do Chołunicy w powiecie słobodskim guberni wiatskiej. Objął tam lepiej płatne stanowisko lekarza górniczego i zajął się badaniem powszechnie występujących w tym rejonie chorób: tzw. wilka, wola oraz róży. Tam powstały jego pierwsze rozprawy naukowe z dziedziny medycyny: Jaki jest stosunek wilka do róży oraz O wolu, panującem endemicznie w powiecie Słobodskim w gubernji Wiatskiej. Przygotował również do druku rozprawy O objawach fizjologicznych życia płciowego u włościanek okręgu górniczego chołunickiego, Wyniki z użycia kwasu salicylowego przeciw tasiemcowi oraz O zapaleniu płuc zaraźliwem. Prace te zwróciły na niego uwagę w środowisku lekarskim. Po kilku latach pracy w Chołunicy Bieliński poprosił Alfonsa Koziełł-Poklewskiego o podwyżkę wynagrodzenia do 2000 rubli rocznie. Ponieważ podwyżki nie otrzymał, załatwił sobie w zarządzie lekarskim guberni posadę lekarza miejskiego w Słobodsku, z pensją wprawdzie niższą, ale z możliwością prowadzenia prywatnej praktyki lekarskiej. W 1880, dzięki protekcji siostry teścia i jej męża generała wojsk rosyjskich, Bieliński został lekarzem wojskowym w Wilnie.
Po przeprowadzce do Wilna Bieliński został bibliotekarzem i archiwistą w bibliotece Towarzystwa Lekarskiego. Korzystał również z rękopisów przechowywanych w Wileńskiej Bibliotece Publicznej. Mając dostęp do źródeł zaczął pisać prace o charakterze historycznym i przesyłać je do Warszawy. Część z nich opublikował pod pseudonimem Dr. Szeliga. W tym okresie do współpracy nad Słownikiem Lekarzów Polskich zaprosił go Stanisław Kośmiński. W 1886 opublikował pracę Doktorowie medycyny promowani w Wilnie ogłoszoną w „Pamiętniku Towarzystwa Lekarskiego Warszawskiego”. W tym samym roku Bieliński zgłosił się do konkursu ogłoszonego przez to towarzystwo, nadsyłając pracę Stan nauk lekarskich za czasów Akademii Medyko-Chirurgicznej Wileńskiej bibliograficznie przedstawiony. Został zwycięzcą konkursu i członkiem honorowym Towarzystwa Lekarskiego Warszawskiego. Jego praca została wydana w 1888 i 1889. W 1889 otrzymał także propozycję zatrudnienia w charakterze profesora historii medycyny na Uniwersytecie Jagiellońskim, którą jednak odrzucił. Stopniowo stawał się osobą znaną, publikującą w języku polskim i rozpowszechniającą wiedzę o historii i kulturze polskiej, dlatego Rosjanie uznali jego aktywność naukową za szkodliwą. Bieliński wiedział o grożącym mu przymusowym opuszczeniu Wilna.   
Z okazji jubileuszu 500-lecia istnienia Uniwersytetu Jagiellońskiego planowano wydanie szeregu monografii poświęconych historii uczelni wyższych na ziemiach polskich. Komitet, który powstał z tej okazji zlecił Bielińskiemu w 1895 napisanie historii Uniwersytetu Wileńskiego. W kilka miesięcy później został zmuszony do wyjazdu z Wilna i skierowany do pracy w szpitalu miejskim w Kara-Kała w Turkmenistanie. Pomimo oddalenia od źródeł archiwalnych kontynuował pracę nad historią Uniwersytetu Wileńskiego i ukończył ją w 1899. Następnie przesłał rękopis do Warszawy. Trzytomowe dzieło zostało wydrukowane w Krakowie w latach 1899-1900.

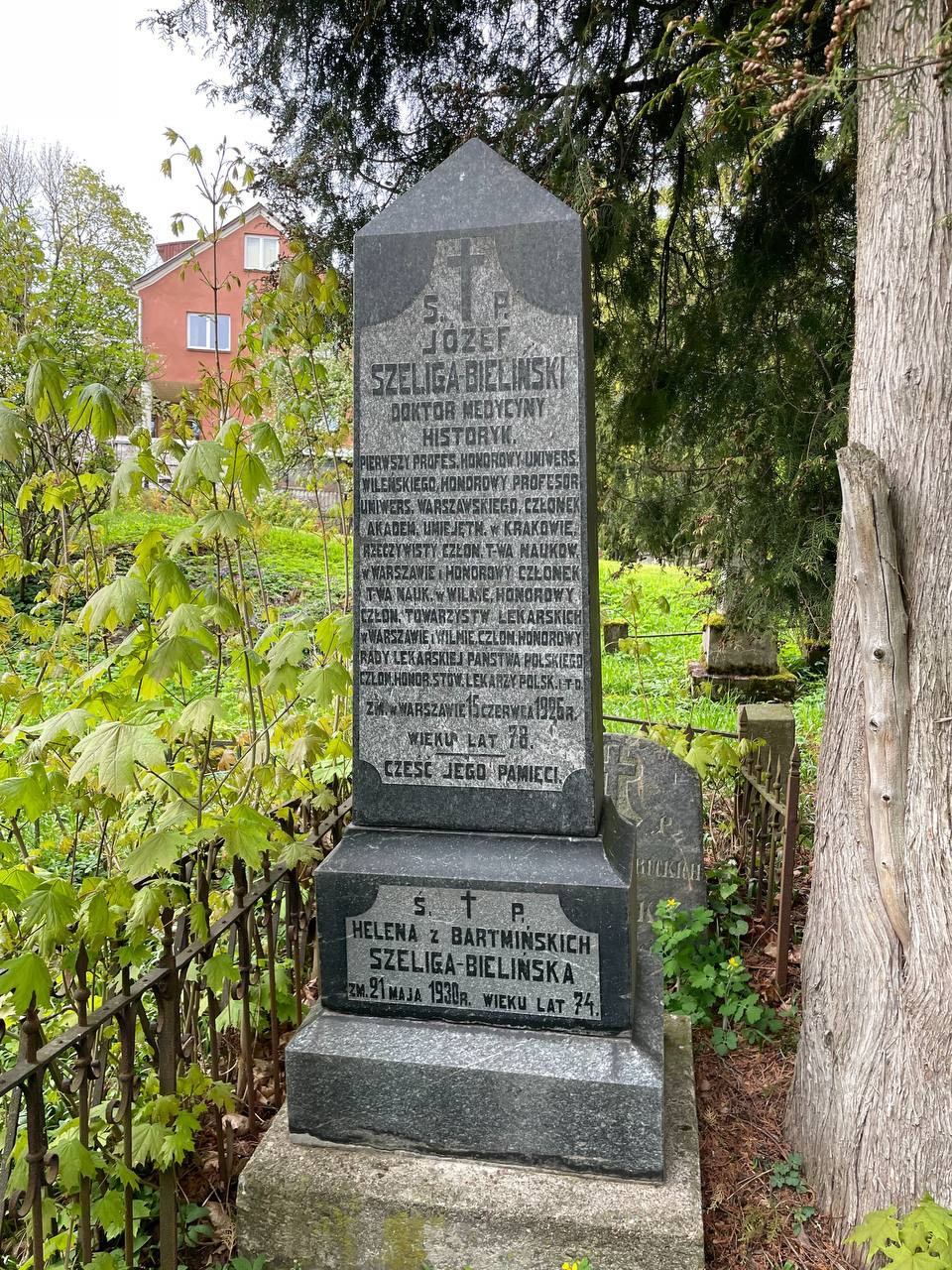
Grób Józefa Bielińskiego herbu Szeliga na cmentarzu Bernardyńskim w Wilnie.

W Kara-Kała Bieliński przebywał do 1901. Wówczas osiągnął wiek emerytalny i uzyskał zgodę na powrót do Rosji, z jednoczesnym zakazem osiedlenia się w Wilnie. Zamieszkał w Warszawie i kontynuował swoją działalność publicystyczną. Od komitetu jubileuszowego, który wówczas wciąż istniał, otrzymał zlecenia napisania kolejnej monografii, tym razem dotyczącej Królewskiego Uniwersytetu Warszawskiego. Niektóre prace Bielińskiego pozostały w rękopisach z powodu wybuchu wojny w 1914, m.in.: Żywot Stosława Łaguny, Stoletnie dzieje Towarzystwa Naukowego Warszawskiego, Akademia Krakowska za czasów Księstwa Warszawskiego oraz artykuły, które Bieliński napisał do Wielkiej Encyklopedii Powszechnej Ilustrowanej i Encyklopedii Wychowawczej. W 1915, po wyparciu z Warszawy Rosjan, został faktycznym kuratorem archiwum Cesarskiego Uniwersytetu Warszawskiego, a następnie został zatrudniony jako archiwista Uniwersytetu Warszawskiego. W 1918 roku archiwum uniwersyteckie włączono do stworzonego wówczas wydziału archiwów państwowych. Bieliński został wtedy mianowany dyrektorem Archiwum Oświecenia Publicznego. 
Był członkiem założycielem Towarzystwa Naukowego Warszawskiego (1907) i Towarzystwa Miłośników Historii, członkiem czynnym Akademii Nauk Lekarskich. Uniwersytet Warszawski przyznał mu honorowy tytuł profesora historii medycyny, a Uniwersytet Wileński tytuł doktora filozofii. 
Józef Bieliński zmarł w Warszawie w 1926. Jest pochowany na cmentarzu Bernardyńskim w Wilnie.

## Dzieła
- Adam Ferdynand Adamowicz: szkic biograficzny, Warszawa, 1885
- Doktorowie medycyny promowani w Wilnie, Warszawa, 1886
- Andriej Sniadeckij: biograficeskij ocierk po povodu 50-ti letniej godovszcziny smierti, Vilna, 1888
- Proces filaretów w Wilnie: dokumenta urzędowe z Teki rektora Twardowskiego, Kraków, 1888
- Stan nauk lekarskich za czasów Akademii Medyko-Chirurgicznej Wileńskiej, bibliograficznie przedstawiony : przyczynek do dziejów medycyny w Polsce, Warszawa, 1888
- Stan nauk matematyczno-fizycznych za czasów Wszechnicy Wileńskiej: szkic bibliograficzny, Warszawa, 1890
- Cesarskie Towarzystwo Lekarskie Wileńskie: jego prace i wydawnictwa (1805-1864), Warszawa, 1890
- Julian Augustinowicz Ticius (Titius): biograficzeskij oczierk po povodu 50-letniago jubileja vracziebnoj dejatielnosti, Vilna, 1890
- O fizjologiczeskich projavljenijach polovoj zizni u zenszczcin, Wilno, 1891
- Piervaja klinika v Vilnie: istoriczieskaja zamietka, Vilna, 1895
- Reforma Uniwersytetu Wileńskiego i szkół jemu podwładnych za rektora Twardowskiego, Kraków, 1895
- Uniwersytet Wileński, 1899–1900, tom 1, tom 2, tom 3
- Żywot ks. Adama Czartoryskiego, tom 1, tom 2
- Królewski Uniwersytet Warszawski, 1907-13
- Szubrawcy w Wilnie (1817-1822): zarys historyczny, Wilno, 1910
- Służba zdrowia w armii polskiej, "Gazeta Lekarska" 1916, ser. 3, s. 319
- Towarzystwo Lekarskie Warszawskie w setną rocznicę jego założenia, "Polska Gazeta Lekarska”, 1922, nr 17, s. 346